# Leif Mannerström
Leif Reinhold Mannerström, född 17 mars 1940 i Maria Magdalena församling i Stockholm, är en svensk krögare och tv-personlighet. 

## Biografi
Mannerström är son till försäljaren och kocken Gösta Mannerström. Hans föräldrar skildes när han var ett år och han kom att växa upp hos sin farmor i Stockholm. Han bodde även hos morföräldrarna under sommaren. Hans köksbana inleddes vid femton års ålder i Stockholm vid restaurang W6, fortsatte till Strand Hotell och Bacchi Wapen, innan han som artonåring mönstrade ombord på Svenska Amerika Liniens M/S Kungsholm i Göteborg. Sedan han gått i land efter några år till sjöss arbetade han vid de välkända göteborgsrestaurangerna Frimurarelogen, Grand Hôtel Haglund och Henriksberg, där han blev köksmästare år 1963. Hans far var krögare på Golfrestaurangen i Hovås och Mannerströms företrädare när han tog över verksamheten år 1966.

### Karriär
Leif Mannerström har från 1994 till 2010 drivit restaurang Sjömagasinet i Göteborg. Han har även drivit krogarna Golfrestaurangen i Hovås, Johanna i Göteborg, Aquarella på Kanarieöarna, Belle Avenue i Göteborg, Mannerström & Jansson och Steak. 
Johanna, som öppnades 1974 och som Mannerström drev tillsammans med Crister Svantesson, var den första svenska restaurangen med inspiration från nouvelle cuisine, det nya franska köket. Restaurangen vann internationellt renommé och pekades under 1980-talet ut som en av Europas tvåhundra bästa restauranger. Från hösten 2009 fram till oktober månad 2017 drev han tillsammans med bröderna Christer och Ulf Johansson Restaurant Kometen vid Vasagatan i Göteborg.
Mannerström deltog i programmet Kockarnas kamp 2012. Han var en av domarna i Sveriges mästerkock. som visas på TV4. Han har fått sitt porträtt förevigat i Statens porträttsamlingar på Gripsholms slott.
Sedan december 2020 har han sin egen YouTube-kanal med fler än 100 000 prenumeranter.

## Utmärkelser
Mannerström har fått följande utmärkelser:
- Frimärke 2002, i en gastronomisk samling med kända matprofiler.
- Kockarnas kock 1993, 2003 & 2007.
- Kungsfenan 2002.
- Guide Michelin 1999-2010.
- Göteborgs Stad Kulturpris & Förtjänsttecken 1999.
- Cordon Bleu 1999, Svenska Kökschefers Hedersutnämning.
- Lilla sällskapet Régis Cadiers smaksked 2003.[12]
- Veteran-SM i matlagning 2000
- Stora Affärsresepriset 2001 & 2002.
- Restauratörens Hall of Fame 2003.
- Årets göteborgare 2012
- 2016 - Finaste Familjen

I samband med sin 70-årsdag fick Leif Mannerström en spårvagn i Göteborg uppkallad efter sig.